# Mamma
Mamma (tiếng Việt: mẹ) là tên một bài hát nổi tiếng của Ý, do Cesare Andrea Bixio sáng tác nhạc và Bruno Cherubini viết lời, năm 1941, với tên nguyên thủy là "Mamma son tanto felice" (Mẹ ơi, con rất vui).
Bài hát đã được nhiều nghệ sĩ lớn trình diễn như Beniamino Gigli, Connie francis, Luciano Pavarotti, Luciano Tajoli... Trong đó, một giọng ca được nhiều thế hệ người Việt Nam yêu thích qua sóng của Đài tiếng nói Việt Nam với bài hát này là cậu bé người Ý Robertino. Bài hát được nhiều người ưa thích và được dịch sang các thứ tiếng như tiếng Đức, tiếng Nga, tiếng Việt.
Lời bài hát tiếng Anh do Harold Barlow và Phil Brito dịch.